# Diocèse de Bergame
Le diocèse de Bergame (en latin : dioecesis Bergomensis ; en italien : diocesi di Bergamo ; en lombard : diocesi de Bergum) est une église particulière de l'Église catholique en Italie. Érigé au IVe siècle, il est le diocèse historique du Bergamasque, pays traditionnel de Lombardie. Il couvre la majeure partie de la province de Bergame. Suffragant de l'archidiocèse métropolitain de Milan, il relève de la région ecclésiastique de Lombardie. Depuis 2009, l'évêque diocésain de Bergame est Francesco Beschi (it).

## Géographie

Localisation du diocèse.